# アニセー・アルヴィナ
アニセー・アルヴィナ（Anicée Alvina, 1953年1月28日 - 2006年11月10日）は、フランスの女優、歌手。
パリ近郊のブローニュ＝ビヤンクールにて、イラン出身の父親とフランス人の母親の間に生まれる。本名はAnicée Shahmanesh。

## 来歴
1970年、ルイス・ギルバート監督による映画『フレンズ〜ポールとミシェル』に主演。少年少女の純愛と妊娠・出産を描いたこの作品は、エルトン・ジョンが歌う主題歌とともに世界的にヒットし、アニセー・アルヴィナは一躍青春スターの仲間入りを果たした。その後、『快楽の漸進的横滑り』（1974年）、『危険な戯れ』（1975年）と、ヌーヴォー・ロマンの旗手アラン・ロブ＝グリエ監督作品への出演が続き、演技派女優へと成長していく。
1981年、世界的ファッションデザイナー高田賢三の監督による日仏合作映画『夢・夢のあと』に主演。その後、日本での公開作品は途絶えていたが、1980年代半ばから10年ほどのブランクのあと、女優活動を再開している。フランスではテレビのコメディ女優として、また歌手としても知られていた。
2006年11月10日（11日との説もある）、ウール＝エ＝ロワール県ボンクールにおいて、肺がんのため死去。53歳。

## 出演作品

### 映画
- Elle boit pas, elle fume pas, elle drague pas, mais... elle cause! （1970年）
- フレンズ〜ポールとミシェル Friends（1970年）
- Le rempart des Béguines（1972年）
- Les grands sentiments font les bons gueuletons  （1973年）
- 続フレンズ/ポールとミシェル Paul and Michelle（1973年）
- 快楽の漸進的横滑り Glissements progressifs du plaisir（1974年）
- Isabelle devant le désir（1975年）
- Une femme fatale（1975年）
- Pauvre Sonia（1975年）
- 危険な戯れ Le jeu avec le feu（1975年）
- Le trouble-fesses（1976年）
- L'Affiche rouge（1976年）
- L'arriviste（1976年）
- Anima persa（1977年）
- Un second souffle（1978年）
- El terrorista（1978年）
- One, Two, Two: 122, rue de Provence（1978年）
- La Barricade du Point du Jour（1978年）
- "Les 400 coups de Virginie"（1979年）
- L'honorable société（1980年）
- 夢・夢のあと Rêve après rêve（1981年）
- Jusqu'au bout de la nuit（1995年）
- Ainsi soit-il（2000年）
- Charell（2006年）

## 参照
1. ↑  https://www.imdb.com/name/nm0023574/bio/